# Scared (sång)
Scared är en låt av John Lennon, utgiven 1974 på albumet Walls and Bridges. Låten beskriver troligen hur Lennon kände sig efter separationen från Yoko Ono och under festandet i Los Angeles som kallas Lost Weekend.